# Love Rain
Love Rain (Love Rides The Rain) tạm dịch Mưa tình yêu (Hangul: 사랑비, Romanized: Sarangbi, literally: Love Rides The Rain) là một bộ phim sản xuất tại Nam Triều Tiên được đạo diễn bởi Yoon Seok-Ho. Bộ phim được ra mắt khán giả truyền hình trên kênh KBS2 từ ngày 26 tháng 3 năm 2012. Bộ phim có sự diễn xuất của Jang Geun Suk và Im Yoona..

## Nội dung
Bộ phim kể về câu chuyện tình yêu lãng mạn của nhân vật chính trong những năm 70 và thời kì hiện tại là năm 2012. Hai nhân vật chính là Hana năm 2012, Kim Yoon Hee năm 1970 (Yoona thủ vai) và Seo Jun năm 2012, Seo In Ha năm 1970 (Jang Geum Suk thủ vai). Hai nhân vật chính cũng đồng thời đóng làm cha của Seo Jun và mẹ của Hana hồi trẻ. Đến năm 2012, Hana và Seo Jun đã gặp nhau và nảy sinh tình cảm với nhau, nhưng tình yêu của họ bị cản trở khi biết được bố mẹ của họ từng là mối tình đầu của nhau hồi trẻ. Họ đã hi sinh tình yêu của mình để bố mẹ họ có cơ hội được đến với nhau. Nhưng khi biết được Seo Jun và Hana yêu nhau, bố mẹ của họ đã quyết định chia tay một lần nữa để Seo Jun và Hana có thể đến với nhau. Cùng lúc đó bệnh tình của mẹ Hana ngày càng nghiêm trọng (thị lực của bà bị giảm nặng) nên bà và cha của Seo Jun đã sang nước ngoài để chữa trị bệnh cho bà. Đây cũng chính là cũng chính là con đường duy nhất để họ có thể được sống hạnh phúc bên nhau. Bộ phim có một cái kết khá có hậu khi bố mẹ của Seo Jun và Hana sống hạnh phúc với nhau bên nước ngoài. Còn Seo Jun và Hana thì tổ chức đám cưới và sống hạnh phúc bên nhau.

## Diễn viên
Những năm 70
- Jang Geun Suk vai Seo Jun (Seo In Ha)
- Yoona vai Kim Yoon Hee
- Kim Si Hoo vai Lee Dong Wook
- Son Eun Seo vai Baek Hye Jung
- Seo In Guk (서인국) vai Kim Chang Mo
- Hwang Bo Ra vai Na In Sook

2012
- Jang Geun Suk vai Seo Joon (con trai In Ha)
- Yoona vai Jung Ha Na (con gái Yoon Hee)
- Kim Si Hoo vai Lee Sun Ho (con trai Dong Wook)
- Jeong Jin-yeong vai Seo In Ha (cha Seo Joon)
- Lee Mi Sook vai Kim Yoon Hee (mẹ Ha Na)
- Kim Young Kwang vai Han Tae Sung
- Oh Seung Yoon vai Jo Soo
- Park Se Young (박세영) vai Lee Mi Ho (con gái Dong Wook)
- Lee Chan Ho vai Jang Soo
- Shin Ji Ho (신지호) vai In Sung
- Kwon In Ha (권인하) vai Lee Dong Wook
- Yoo Hye Ri vai Baek Hye Jung (mẹ Seo Joon)
- Park Ji Il vai Kim Chang Mo
- Seo In Guk (서인국) vai Kim Jeon Sul (cháu Chang Mo)

## Nhạc phim
| STT | Nhan đề               | Thể hiện      | Thời lượng |
| --- | --------------------- | ------------- | ---------- |
| 1.  | "Love Is Like Rain"   | Na Yoon Kwon  | 3:52       |
| 2.  | "Love Rain"           | Jang Geun Suk | 3:35       |
| 3.  | "Because It's You"    | Tiffany       | 3:23       |
| 4.  | "Again and Again"     | Yozoh         | 3:58       |
| 5.  | "The Girl and I"      | S.Jin         | 4:02       |
| 6.  | "Shy Confession Song" | Milk Tea      | 2:50       |